# Wilamowo (Działdowo)
Wilamowo (deutsch Wilmsdorf) ist ein Dorf in der polnischen Woiwodschaft Ermland-Masuren. Es gehört zur Gmina Działdowo (Soldau) im Powiat Działdowski (Kreis Soldau).

## Geographische Lage
Wilamowo liegt im Südwesten der Woiwodschaft Ermland-Masuren, 500 Meter südlich des Flüsschens Skottau (polnisch Szkotówka), das hier zwischen 1920 und 1939 die Staatsgrenze zwischen dem Deutschen Reich und Polen bildete. Die einstige Kreisstadt Nidzica (deutsch Neidenburg) liegt 16 Kilometer in nordöstlicher Richtung, die jetzige Kreismetropole Działdowo (Soldau) ist acht Kilometer in südlicher Richtung entfernt.

## Geschichte
1394 ist das Gründungsjahr des Dorfes Wilmesdorf, das nach 1785 Wilmsdorf genannt wurde. nEs bestand aus mehreren großen und kleinen Höfen. Im Jahre 1874 wurde die Landgemeinde Wilmsdorf in den neu errichteten Amtsbezirk Klein Koslau (1938 bis 1945 „Amtsbezirk Kleinkosel (Ostpr.)“) eingegliedert, der zum ostpreußischen Kreis Neidenburg gehörte. 181 zählte Wilmsdorf im Jahre 1910.
Am 10. Januar 1920 wurde das Soldauer Gebiet und mit ihm Wilmsdorf an Polen abgetreten. Mit der polnischen Namensform „Wilamowo“ wurde das Dorf dem Powiat Działdowski (Kreis Soldau) in der Woiwodschaft Pommerellen zugeordnet. Am 1. August 1934 wurde Wilamowo in die neu gebildete Landgemeinde Filice (deutsch Fylitz) eingegliedert, die von der Woiwodschaft Pommerellen in die Woiwodschaft Warschau überwechselte. 
Am 26. Oktober 1939 erfolgte die Rückgliederung des Soldauer Gebiets in das Deutsche Reich und Wilamowo wurde in „Wilmsdorf“ rückbenannt. Am 1. April 1940 wurde die Landgemeinde Fylitz – und mit ihr Wilmsdorf – in den Amtsbezirk Tauersee (polnisch Turza Wielka) umgewandelt, der zum ostpreußischen Kreis Neidenburg gehörte.
In Kriegsfolge wurde 1945 das gesamte südliche Ostpreußen an Polen überstellt. Das Dorf Wilmsdorf erhielt seine polnische Bezeichnung „Wilamowo“ zurück und ist heute eine Ortschaft in der Gmina Działdowo (Landgemeinde Soldau) im Powiat Działdowski (Kreis Soldau), bis 1998 der Woiwodschaft Ciechanów, seither der Woiwodschaft Ermland-Masuren zugehörig.

## Kirche

### Evangelisch
Bis 1920 war Wilmsdorf in die evangelische Kirche Klein Koslau (polnisch Kosłówko) im Kirchenkreis Neidenburg – ab 1910 Kirchenkreis Soldau – in der Kirchenprovinz Ostpreußen der Kirche der Altpreußischen Union eingepfarrt. Nach Abtretung des Soldauer Gebiets an Polen gehörte das nun „Wilamowo“ genannte Dorf zur Kirche Borchersdorf und blieb es auch als Wilmsdorf nach der Rückgliederung zum Deutschen Reich – im Kirchenkreis Soldau. Seit 1945 gehört Wilamowo zur evangelischen Kirche der Stadtpfarrei an der Erlöserkirche Działdowo in der Diözese Masuren der Evangelisch-Augsburgischen Kirche in Polen.

### Römisch-katholisch
Wilmsdorf war bis 1920 in die römisch-katholische Pfarrei Soldau eingepfarrt und blieb es auch bis 1945. Dann wurde Wilamowo ein Ort in der Pfarrgemeinde Pfarrgemeinde Burkat (Borchersdorf), die heute nach dem Papst „St.-Johannes-Paul-II.“ benannt ist und zum Bistum Toruń (Thorn) gehört.

## Verkehr
Wilamowo liegt an einer Nebenstraße, die von der Kreisstadt Działdowo (Soldau) über Klęczkowo (Klenzkau) bis nach Wierzbowo (Wiesenfeld) an der Woiwodschaftsstraße 538 führt. Nebenstraßen aus den Nachbarorten Uzdowo (Usdau) und Kramarzewo (Krämersdorf) sowie Kozłowo (Groß Koslau, 1938 bis 1945 Großkosel) enden innerorts.
Die nächste Bahnstation ist Krasnołąka (Schönwiese) an der Bahnstrecke Działdowo–Olsztyn.